# Obereopsis freyi
Obereopsis freyi là một loài bọ cánh cứng trong họ Cerambycidae.